# Lunas (canción de Lucybell)
«Lunas» corresponde a una canción del grupo de rock alternativo chileno, Lucybell. Es el tercer sencillo del disco Peces. Tiene una gran rotacíon en la radios chilenas.
Este sencillo no cuenta con video.
«Lunas» fue compuesta por Lucybell, y las letras escritas por Claudio Valenzuela.
Es el tema número 2 del disco Peces (álbum).